# プレヒ
プレヒ (ドイツ語: Plech) は、ドイツ連邦共和国バイエルン州バイロイト郡（オーバーフランケン行政管区）に属する市場町で、ヴェッツェンシュタイン行政共同体を構成する。

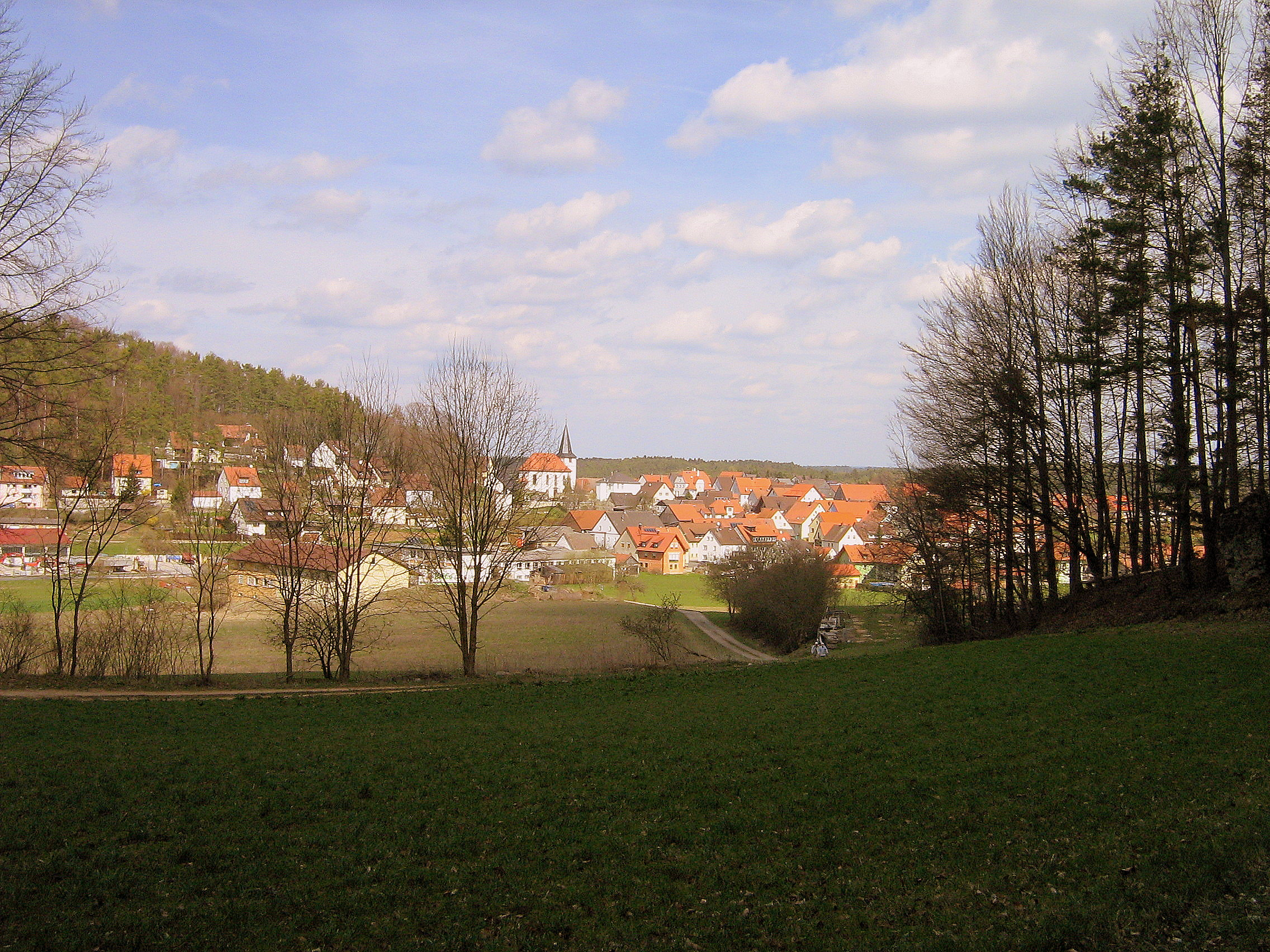
プレヒの森から見たプレヒの町

## 地理

### 自治体の構成
この町は、公式には6つの地区 (Ort) からなる。このうち小集落や孤立農場などを除く集落を以下に列記する。
- ベルンヘック
- オッテンホーフ
- プレヒ

### 位置
プレヒはフレンキシェ・シュヴァイツ自然公園の南縁に位置する。

## 歴史
文献上最初の記述は、1119年のミッヒェルフェルト修道院の創設時に遡る。1329年にはすでに「マルクト」（市場町）の肩書きを名乗っている。1355年から1402年までこの町はボヘミアの支配下にあった。1792年から属したプロイセンのバイロイト侯領は、1807年のティルジットの和約によってフランス領となり、1810年にバイエルン王国領となった。プレヒは市場権と独自の自治権を有していた。バイエルン王国の行政改革の時代、1818年の自治体令によって現在の自治体が形成された。

### 人口推移
この地域の人口は、1970年 1,141人、1987年 1,191人、2000年 1,285人であった。

## 行政
町長は、カールハインツ・エッシャー (Überparteiliche Wählergruppe)。彼は2002年にアロイス・クロイツァー (Überparteiliche Wählergruppe)から、この職を引き継いだ。

## 文化と見所

### レクリエーション
プレヒには、遊園地「フレンキシェ・ヴンダーラント」がある。

## 経済と社会資本

### 交通
プレヒはアウトバーンA9に直接面している（インターチェンジ46 プレヒ）。

## 引用
1. ↑  https://www.statistikdaten.bayern.de/genesis/online?operation=result&code=12411-003r&leerzeilen=false&language=de Genesis-Online-Datenbank des Bayerischen Landesamtes für Statistik Tabelle 12411-003r Fortschreibung des Bevölkerungsstandes: Gemeinden, Stichtag (Einwohnerzahlen auf Grundlage des Zensus 2011)
2. ↑  Bayerische Landesbibliothek Online